# Арањо (Л'Аквила)
Арањо (итал. Aragno) је насеље у Италији у округу Л'Аквила, региону Абруцо.
Према процени из 2011. у насељу је живело 312 становника. Насеље се налази на надморској висини од 1038 м.